# جراند ثفت أوتو: سان أندرياس
غراند ثفت أوتو: سان أندرياس (بالإنجليزية: Grand Theft Auto: San Andreas) هي لعبة فيديو من نوع عالم مفتوح وأكشن-مغامرات طورت من قبل روكستار نورث ونشرت بواسطة روكستار. وهي ثالث لعبة ثلاثية الأبعاد في سلسلة غراند ثفت أوتو وخامس أصدار أصلي لمنصة ألعاب والثامن عموماً في انبنقحؤانرستستبحثب2005 للأكس بوكس ومايكروسوفت ويندوز. وفي 2013 في ألاندرويد قد تلقت نجاحاً هائلاً على مستوى النقد والمبيعات على المنصات الثلاثة. فهي أكثر لعبة مبيعا على بلي ستيشن 2 . غراند ثفت أوتو: سان أندرياس سبقتها لعبة غراند ثفت أوتو: فايس سيتي وتبعتها لعبة غراند ثفت أوتو: ليبرتي سيتي ستوريز.
تقع أحداث اللعبة في ولاية سان أندرياس شبه الخيالية التي تحتوي على ثلاثة مدن رئيسية: لوس سانتوس، مبنية على مدينة لوس أنجلوس وسان فييرو مبنية على مدينة سان فرانسيسكو ولاس فينتورس المبنية على مدينة لاس فيغاس وتفصل بين هذه المدن مساحات شاسعة من الريف والبلدات الصغيرة. تدور قصة اللعبة حول عضو العصابة كارل جونسون (بالإنجليزية: Carl Johnson) ويلقب "CJ" الذي يعود إلى لوس سانتوس قادماً من ليبرتي سيتي، بعد سماع خبر مقتل والدته. يجد CJ أصدقائه القدامى وعائلته في حالة فوضى. وعلى مدار اللعبة، يكشف CJ تدريجياً الحقيقة خلف مقتل والدته.
القصة فيها الكثير من التشابه مع فضيحة الفساد في شرطة لوس أنجلوس في أواخر تسعينات القرن الماضي واللعبة حتى تقدم محاكاة ساخرة لأحداث شغب لوس أنجلوس في 1992.

## خلفية اللعبة
تقع أحداث اللعبة ضمن ولاية سان أندرياس، التي مبنية على أقسام من ولايتي كاليفورنيا ونيفادا. تضم سان أندرياس ثلاث مدن رئيسية: لوس سانتوس والتي تشبه لوس أنجلوس وسان فييرو التي تشبه سان فرانسيسكو ولاس فينتورس التي تشبه لاس فيغاس. البيئة المحيطة بهذه المدن صممت لتشبه منطقة الجنوب الغربي للولايات المتحدة التي تحتوي على هضاب وسهول وغابات وبلدات ريفية. هناك معالم في اللعبة تشبه تلك الموجودة في العالم الحقيقي مثل علامة Vinewood المبنية على علامة هوليوود الشهيرة، وجسور سان فييرو التي تشبه جسري فورث رود وفروث نيل اللذان يربطان إدنبرة، موطن روكستار نورث، بمنطقة فايف. كما يشبه جسر سان فييرو للسيارات جسر سان فرانسيسكو-أوكلاند. تبلغ مساحة سان أندرياس 36 كيلومتر مربع، تقريباً خمسة أضعاف مساحة فايس سيتي وواربع أضعاف مساحة ليبرتي سيتي الموجودة في GTA 3 فقط (ليست تلك الموجودة في GTA 4). المدن الثلاث مربوطة بشبكة من الطرق السريعة ونظام قطار وسفر جوي. على عكس الأجزاء السابقة من اللعبة التي أقتصرت على المناطق المدنية فقط، سان اندرياس لا تحتوي فحسب على مدن كبيرة وضواحي بل مناطق ريفية بينهم. كما تحتوي على نسخة خيالية من قاعدة نيليس الجوية (موجودة في ولاية نيفادا) تسمى مطار فردنت ميدوز (بالإنجليزية: Verdant Meadows Airfield).و في اللعبة كانت هناك شخصيات عديدة ظهرت في أجزاء سابقة مثل كلود سبيد وكاتالينا وسلفاتور ليون من جي تي أي 3 وكين روزينبيرغ وجيثرو ودوايين من غراند ثفت أوتو: فايس سيتي.

## تقييم اللعبة
| نتائج المراجعة | نتائج المراجعة | نتائج المراجعة | نتائج المراجعة | نتائج المراجعة |
| نشرة           | نقاط           | نقاط           | نقاط           | نقاط           |
| نشرة           | آي أو إس       | حاسوب          | بلاي ستيشن 2   | إكس بوكس       |
| -------------- | -------------- | -------------- | -------------- | -------------- |
| غيم سبوت       | غ/م            | 9/10           | 9.6/10         | 9.2/10         |
| آي جي إن       | 8.3/10         | 9.3/10         | 9.9/10         | 9.5/10         |
| TouchArcade    | [ 9 ]          | غ/م            | غ/م            | غ/م            |
| مجموع النقاط   |                |                |                |                |
| ميتاكريتيك     | 84/100         | 93/100         | 95/100         | 93/100         |

| جوائز                             | جوائز |
| نشرة                              | جائزة |
| --------------------------------- | --- |
| آي جي إن's Best of 2004           | PlayStation 2 Game of the Year, Best PlayStation 2 Action Game, Best Story for PlayStation 2 |
| غيم سبوت's Best and Worst of 2004 | Best PlayStation 2 Game, Best Action Adventure Game, Readers' Choice — Best PlayStation 2 Action Adventure Game, Readers' Choice — PlayStation 2 Game of the Year, Best Voice Acting, Funniest Game |
| 2004 Spike TV Video Game Awards   | Game of the Year, Best Performance by a Human (Male), Best Action Game, Best Soundtrack |

## الشخصيات
الشخصيات التي تظهر في لعبة سان أندرياس متنوعة نسبياً وعائدة إلى المدن المتواجدة فيها. هذا يسمح للعبة باحتواء قصة أكبر من الأجزاء السابقة للسلسلة. اللاعب يتحكم بشخصية كارل جونسون، وهو عضو عصابة جروف ستريت وبطل اللعبة.
مراحل اللعبة في مدينة لوس سانتوس تدور حول عصابة «عائلات جرووف ستريت» التي تقاتل عصابات «البالس» و«الفيغوس» من أجل السيطرة على المناطق وكسب الأحترام. العصابات الشرق أسيوية (أبرزها المافيا الصينية local Triads)، إضافة إلى العصابات الفيتنامية (أولاد الدا نانغ)، ومجموعة من البلطجية يعملون لصالح «نقابة وكو» متواجدون في قسم سان فييرو من اللعبة. بينما عائلات المافيا الثلاث وThe Triads الذين يملك كل واحد منهم كازينو خاص به، متواجدون في قسم لاس فينتورس من اللعبة.
مثل الأجزاء السابقة، مؤدوا أصوات الشخصيات في سان أندرياس معظمهم من المشاهير، مثل ديفيد كروس وصامويل جاكسون ورون فوستر وأندي ديك وجيمس وودز وبيتر فوندا وشارلي مورفي وفرانك فنسينت وكريس بن وداني داير وسارة تاناكا ووليام فيكنر وويل ويتون، ومغنوا الراب آيس-تي وشك دي وفوريست وأم سي آيت وذا غيم، إضافة إلى موسيقين أخرين مثل جورج كلينتون وآكسل روز (مغني فرقة غنز آن روزز) و«سلي وربي» وشون رايدر.
يونغ ميلية أدى دور بطل اللعبة، كارل جونسون.
كتاب غينيس للأرقام القياسية نسخة اللاعب 2009 أدرج سان أندرياس كأكثر لعبة تحتوي مؤدوا أصوات، مع 861 صوت مؤدي. 174 منهم ممثلون. العديد من مؤدي الأصوات هم من عشاق السلسلة وأرادوا الظهور فيها.

## إصدار الاجهزة المحمولة
قامت شركة Rockstar Games روكستار جيمس بانشاء إصدار خاص ل اجهزة الاندرويد وال IOS
مميزات الإصدار المحمول
1- ان فشلت في مهمة لن تحتاج إلى البدء من عند مكان تلقي المهمة بل ستكمل (ان اردت) من اخر نقط حفظ
2 - Auto save أو الحفظ التلقائي
3 - الحفظ السحابي : ان لديك حساب في Social Club سوف تستطيع ان تحفظ في السحابي لغاية ملفان لكل حساب

## القصة
في عام 1992 يصل "CJ" كارل جونسون إلى لوس سانتوس ليحضر جنازة والدته بعد خمس سنوات قضاها في ليبرتي سيتي لينتقم لمقتل امه وأخيه براين. وعند طريق عودته من المطار، يظهر له ضابطا الشرطة الفاسدان فرانك تَينبني (صامويل جاكسون) وإدوارد «إدي» بولاسكي (كريس بن)، اللذان لهما تاريخ مع كارل. ويهددانه بتلفيق له تهمة قتل ضابط زميل إذا لم يساعدهما في أعمالهم غير الشرعية.
يعود كارل إلى منزله السابق في Grove Street ويجتمع مع أخوه سويت (Faizon Love) وأصدقائه من العصابة رايدر(أم سي آيت) وبيغ سموك (Clifton Powell) وأو جي لوك لإعادة جعل «عائلات جرووف ستريت» العصابة المهيمنة في لوس سانتوس. كارل ورايدر وبيغ سموك يبدآن باتعراض شحنات من الأسلحة وأشعال حرب مع عصابتي «البالس» و«الفيغوس» من أجل السيطرة على المناطق، وتقليص تأثير المخدرات بين أفراد العصابة. كارل أيضاً يبدأ بمساعدة أو جي لوك في أطلاق مهنته كمغني وذلك عن طريق تخريب مهنة فنان راب صاعد يدعى ماد دوغ (آيس-تي).وكذلك يقوم بمهمات لصالح تينبني لكي لا يلفق تهمة ضد كارل وبينما يحاول إعادة ترميم العصابة. يبدأ كارل بأصلاح العلاقات وتدريجاً يكسب الأحترام من عائلته وحلفائه وخصوصاً أحترام اخوه سويت، الذي كان غاضباً من كارل لتركه لهم لخمس سنوات.
قبل حصول حرب عصابة بوقت قصير، يتلقى كارل مكالمة من حبيب أخته كيندل يدعى سيزار فيالباندوا (Clifton Collins, Jr)، وهو قائد عصابة أسبانية تدعى «فاريوس لوس آستيكاز». الذي يري كارل السيارة الخضراء «سابار» (التي هناك أشاعات كثير عن أستخدامها في أطلاق النار على والدة كارل) وهي ترافق من قبل
بيغ سموك ورايدر وتَينبني ومجموعة من عصابة بالس. و لكنه يقع في فخ.لايتمكن كارل من أنقاذ أخوه من الكمين الذي توجه أليه. ويتم أعتقال كارل ورميه في ريف سان أندرياس حيث يُطلب منه أغتيال أحد الشهود الذي كان يزعج تَنبني وبولاسكي. في هذه الأثناء سموك ورايدر اللذان الآن في أتحاد مع عصابة البالس يسيطرون على لوس سانتوس ويبدأن في أغراقها بالمخدرات.
يقوم تَنبني باستخدام كارل للعمل مع تاجر ماريغوانا هيبي عجوز يدعى «ذا تروث» (بيتر فوندا) من أجل البدأ بتشويه سمعة نائب عام. في هذه الأثناء يطلب سيزار من كارل مساعدة قريبته كاتالينا(و هي نفسها كاتالينا التي في غراند ثفت اوتو III) في بعض السرقات. ويدخله في سباقات شوارع غير قانونية، التي ترافق من قبل كلاود سبيد (هو نفسه بطل قصة gta3)ومن خلال هذه السباقات يلتقي كارل بأحد قادة The Triads في سان فييرو ويدعى Wu Zi Mu ويلقب بووزي "Woozie" ويفوز بعقد كاراج سيارات في سان فييرو من كاتالينا. بمساعدة ذا تروث يبدأ كارل بتحويل الكاراج إلى ورشة لتفكيك السيارات المسروقة لغرض بيعها كأجزاء وذلك عن طريق توظييف الميكانيكيان دويين وجيرثرو وخبير الألكترونيات زيرو (ديفيد كروس).
بجانب قيامه بأعمال لتَنبني، يتسلسل كارل تدريجياً داخل «نقابة ووكو»، وهم موردي المخدرات لصالح سموك ورايدر. أخيراً يقوم كارل بأغتيال قادة النقابة، قاتلاً رايدر ويفجر مصنع مخدراتهم. كما يقوم بمساعدة ووزي في صد شر عصابة فيتنامية منافسة في سان فييرو، يدعون أولاد الدا نانغ. يتصل زيرو بكارل ويقول له بأن صاحب المحل (محل زيرو) قرر بيعه. يستطيع كارل أختيار شراء محل ووزي وأنقاذ عمله. ومساعدته في شن حرب (باستخدام الألعاب لاسلكية التحكم) ضد منافسه بيركلي. و بعدذلك يتعرف كارل على شخص يدعى جيزي صاحب كازينو وينفذ له بعض المهام ليعرفه على شخص يدعى مايك تورينو وهو طيار وله علاقات واسعة في الحكومة ويعده بمساعدته لاخراج اخوه سويت من السجن مقابل بعض المهام يقدمها له.
وفعلا ينجح كارل بتعلم الطيران ويساعد تورينو في بعض العمليات فينفذ تورينو وعده ويخرج سويت من السجن وذلك بعد قضاء كارل مدة في مدينة لاس فينتارس المبنية على مدينة لاس فيجاس ويتعاون سويت وكارل لاعادة نفوذهما في لوس سانتوس وينجحوا في السيطرة على المدينة وبعد ذلك بقليل تتم محاكمة تينبيني على قضايا الفساد التي هو متورط فيها ولكن تتم تبرأته بسبب قلة الأدلة ثم يحصل شغب بسبب تبرأة تينبيني .بعد ذلك يقتل كارل بيج سمووك انتقاما منه ويتخلص مع اخيه من الضابط تينيبيني بعد ملاحقته بشوارع لوس سانتوس وفقده السيطرة على سيارة المطافي التي كان يقودها وينقلب بها من فوق جسر ويموت وينتهي الشغب ويعيش كارل وسويت في سلام اخيرا بعد قتل سمووك الذي اتحد مع البالاس وتينبيني وصديقه الآخر بولاسكي.

## الكودات
الكودات أو كلمات السر أو Cheat codes هي ميزة دعمتها اللعبة وتتمثل في إدخال كود معين -حدده مسبقا المطورون- أثناء اللعب للحصول على نتيجة ما بدون القيام بالمراحل الطبيعية للحصول عليها. فمثلا للحصول على أكبر نسبة Respect أو احترام على المستخدم إكمال المهام والتمرد على الشرطة. أما باستعمال طريقة كلمات الغش فإنه يدخل عبارة worshipme بكل بساطة للحصول على اقصى احترام في اللعبة حتى لو لم ينفذ أي مهمة على الإطلاق. لكن يجدر الذكر بأن هذه الطريقة تؤثر على سلامة التسجيل فأحيانا تحدث حالات تتلف فيها ملفات التسجيل (Save files) بسبب كثرة الكودات أو تضاربها ويصبح من المستحيل إسترجاعها. كما أن كلمات الغش هي جزء رسمي من اللعبة وضعه المطورين في اللعبة بكامل إرادتهم، وهي ليست نوعاً من الاختراق أو القرصنة أو أي شيء من هذا القبيل.
موقع كودات جراند ثفت أوتو: سان أندرياس

## وصلات خارجية
- جراند ثفت أوتو: سان أندرياس على موقع Google Play (الإنجليزية)
- جراند ثفت أوتو: سان أندرياس على موقع IMDb (الإنجليزية)
- جراند ثفت أوتو: سان أندرياس على موقع ميوزك برينز (الإنجليزية)
- الموقع الرسمي
- جراند ثفت أوتو: سان أندرياس guide في موقع ستراتيجي ويكي
- Grand Theft Auto: San Andreas على مشروع الدليل المفتوح
- جراند ثفت أوتو: سان أندرياس علي موقع لولو ابس (العربية)